# 大施泰因豪森
大施泰因豪森是德国莱茵兰-普法尔茨州的一个市镇。总面积4.84平方公里，总人口601人，其中男性300人，女性301人（2011年12月31日），人口密度124人/平方公里。